# Boerenstreek (Soest)

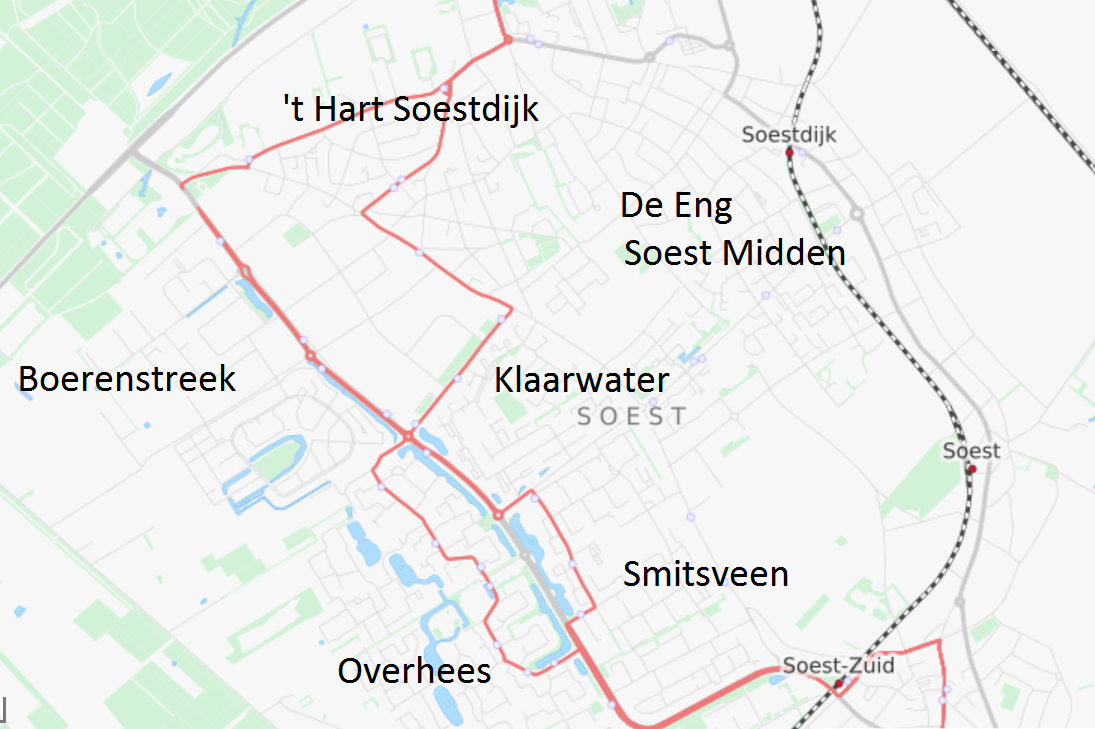
Wijken van Soest

De Boerenstreek is een woonwijk van 27 hectare aan de zuidwestzijde van Soest.
De oostelijke grens wordt gevormd door de Koningsweg, aan de westzijde loopt de Wieksloterweg. De noordgrens wordt gevormd door de Dorresteinweg. De wijk van 2500 inwoners bestaat uit de buurten Boerenstreek, De Grachten, het Soesterveen en Pijnenburg. De Boerenstreek werd eind twintigste eeuw gebouwd. De Grachten is hoofdzakelijk een bedrijventerrein. Aan de westzijde liggen Pijnenburg en het Soesterveen.
’t Hart Soestdijk (Industrieterrein Soest - ’t Hart - Soestdijk) · 
Boerenstreek (Pijnenburg - Het Soesterveen - De Grachten - Boerenstreek) · 
De Eng Soest Midden (De Eng Noord West - De Eng - Soest Midden - Eemgebied - de Eng Zuid) ·  
Klaarwater · 
Overhees (De Zoom - Wieksloot - Overhees - Hees - Klein Engendaal - Klein Engendaal Noord) · 
Smitsveen ·  
Dorp Soesterberg (Soesterberg Noord - Soesterberg Oost - Leusderheide - Soesterberg Kom) · 
Soest-Zuid (Soest-Zuid - De Birkt - Soestduinen - Soester Duinen - Paltz - Vlasakkers)